# Weißes Rössl (Gries am Brenner)

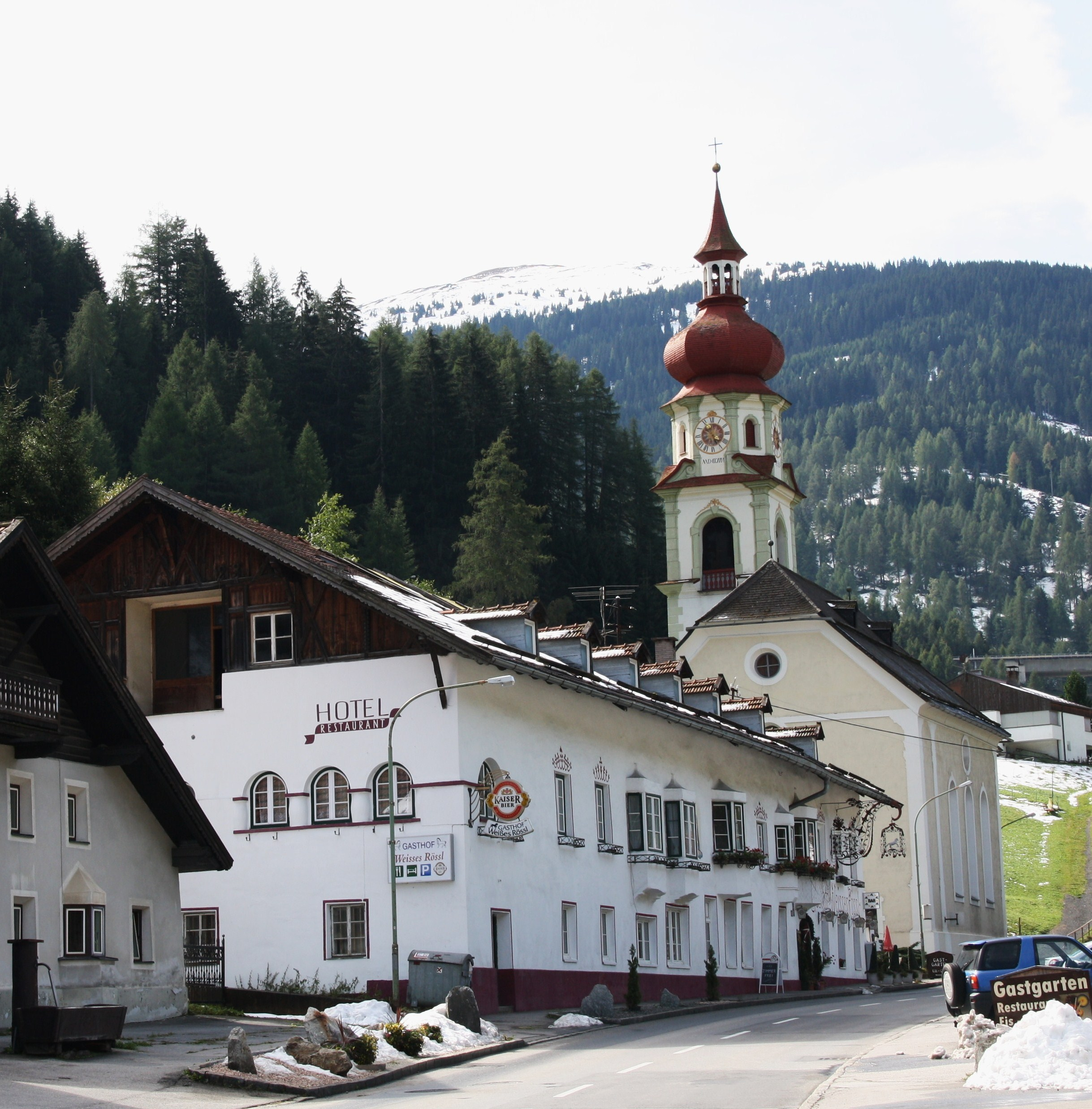
Das Weiße Rössl mit der Pfarrkirche

Das Weiße Rössl ist ein ehemaliges Gasthaus in Gries am Brenner in Tirol. Das Gebäude stand bis zu seinem Abriss im März 2025 unter Denkmalschutz (Listeneintrag).

## Geschichte
Der zweigeschoßige Bau an der Brennerstraße war seit 1455 als Gaststätte nachweisbar. Wahrscheinlich bestand die „Herberge“ aber schon vorher. Im 15. Jahrhundert bildete der Gasthof vermutlich einen Teil des Pachhofes in Nösslach. Die Grundrechte dieses Lehens gehörten den Rittern von Trautson in Matrei am Brenner. Unter dem Wirt Thoman Müllner wurden in einem Jahr (1565) 86 alte Yhren (rund 65 hl) ausgeschenkt, was für die große Bedeutung des Gasthauses im 16. Jahrhundert spricht. Im Jahr 1749 kaufte Lorenz Nagele die alte Gaststätte und begründete eine der größten Tiroler Wirtshausdynastien. Durch Einheirat ging der Gasthof 1836 an Josef Aigner aus Abfaltersbach, anschließend an die Familie Ebner, die ihn 1923 an Henry Staier aus New York verkaufte. Nach dem unerwarteten Tod Staiers im Jahr 1925 erbte gemäß Testament seine Schwester Henriette Kalczyk, geborene Staier, das Haus. Ihr Ehemann, Ludwig Kalczyk, führte nach ihrem Tod im Jahre 1927 das Gasthaus bis 1937 weiter. Danach übernahm es sein Schwiegersohn Egon Reinelt, bevor es 1939 an die Familie Loch verkauft wurde.

## Kunsthistorische und architektonische Bedeutung
Die langgezogene Straßenfassade wies fünf Polygonalerker auf, die Sgraffiti Weißes Rössl und Muttergottes mit Kind wurden 1957 von Max Spielmann geschaffen. Im Inneren fanden sich eine bedeutende getäfelte Stube von 1927, die von Wilhelm Nikolaus Prachensky gestaltet wurde, und ein Deckenbild Mariä Verkündigung aus dem 18. Jahrhundert. Im 1950 errichteten Speisesaal befand sich eine große Ritztafel von Paul Flora aus 1955. Der Erdgeschoßflur hatte ein spätgotisches Gewölbe.

## Aktuelle Entwicklungen
Im Jahr 2009 wurde das Gebäude vom derzeitigen Eigentümer, einem lokalen Elektro- und Immobilienunternehmer sowie Gemeinderat des Team Kugler Andrea erworben. Im Juni 2010 kam es ein erstes Mal zu einem Brand durch Brandstiftung, wobei das Dachgeschoß völlig ausbrannte. Im Mai 2023 wurde das Gebäude durch einen erneuten Brand schwer in Mitleidenschaft gezogen. Brandursache war ein Kabelbrand. Seitdem war es durch das beschädigte Dach den Elementen schutzlos ausgesetzt, da der Eigentümer auch ein Provisorium durch die Feuerwehr abgelehnt hat. Im Jahr 2025 ordnete das Landesverwaltungsgericht auf Antrag des Eigentümers den Totalabbruch bis Ende April 2025 trotz bestehenden Denkmalschutzes und entgegen dem Bescheid des Bundesdenkmalamtes an.
Auf das Urteil des Landesverwaltungsgerichtes berufend begann der Eigentümer, der das Grundstück an einen Wohnbauträger verkaufen möchte, im März 2025 mit den Abbrucharbeiten. Der Abriss wurde vorerst durch eine protestierende Bewohnerin des Ortes gestoppt, auch Unklarheiten über einen Gasleitungsverlauf behinderten den weiteren Abriss. Die Bezirkshauptmannschaft Innsbruck lehnte den Baustoppantrag des Bundesdenkmalamtes, das auch auf eine Entschädigung durch die Versicherung hinweist, ab und erteilte die fehlenden Genehmigungen, sodass der Abriss weiter fortgesetzt werden konnte.
In der Kritik steht dabei aber nicht nur das Landesverwaltungsgericht, das sich möglicherweise über das Bundesrecht stellt, sondern auch die Bezirkshauptmannschaft, die ähnliche Abbruchbescheide von geschützten Gebäuden verschieden beurteilt.

### Demolierungsarbeiten
Zum Stand 14. März 2025 war der nördliche, jüngere Teil des Hauses vollständig demoliert, die Südfassade teilweise. Die Fassadenbilder von Max Spielmann an den beiden Giebelseiten sind abgegangen, die Bilder an den Längsseiten (Madonna mit Kind, Rössl, Schriftzug „Gasthof Weißes Rössl“) sind großteils unbeschädigt. Der historische Kern des Gebäudes mit dem gotischen Gewölbe ist überwiegend noch intakt, die Ritztafel von Paul Flora im Speisesaal dürfte noch bestehen. Das Deckenbild Mariä Verkündigung im 1. Stock dürfte noch bestehen.
Am 17. März 2025 wandte sich der Eigentümer – der sich insoweit im Recht sieht, als er nicht über eine Abbruchgenehmigung, sondern über einen Bescheid des Gerichts verfüge, welcher einen Abbruch zwingend vorschreibe – an die Medien. Zuvor hätte er schon nach dem Erwerb der Immobilie 2,8 Millionen Euro investiert. Zugleich kritisierte das Gericht das Bundesdenkmalamt, das den Abriss verhindern hätte können.

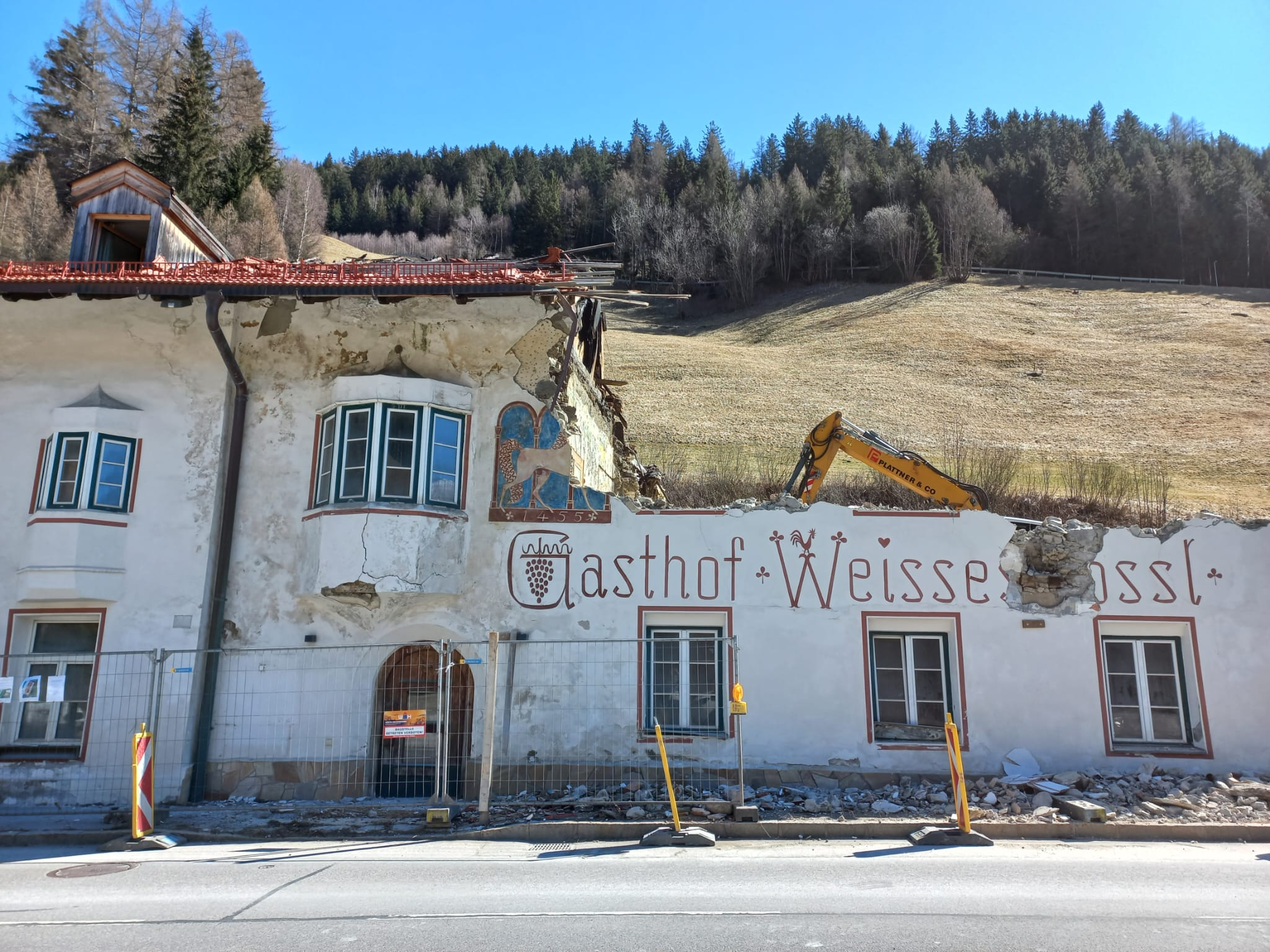
Demolierung des Weißen Rössls, zwei Polygonalerker und Fassadenbild Rössl mit Schriftzug (beschädigt), Max Spielmann, 1957 (Stand 20. März 2025)

Stand am 18. März 2025: Weite Bereiche des Nordteils sind demoliert, die zwei nördlichen Polygonalerker sind abgegangen, auch im Südteil wurde die Demolierung fortgesetzt und erreichte das Fassadenbild Madonna mit Kind vom Max Spielmann, welches teilweise beschädigt wurde. Das Fassadenbild Rössl mit dem Schriftzug „Gasthof Weißes Rössl“ ist noch intakt. Der historische Kern des Gebäudes mit dem gotischen Gewölbe und die Ritztafel von Paul Flora im Speisesaal dürften mittlerweile ebenfalls beschädigt sein. Das Deckenbild Mariä Verkündigung im ersten Stock könnte nach wie vor bestehen.
Stand am 20. März 2025: Weite Teile des Baudenkmals sind abgegangen, drei Polygonalerker und die Fassadenbilder von Max Spielmann sind bis auf wenige Reste vollständig demoliert. Die Ritztafel von Paul Flora im Speisesaal dürfte ebenfalls abgegangen sein. Das Deckenbild Mariä Verkündigung im ersten Stock könnte nach wie vor bestehen.

## Galerie

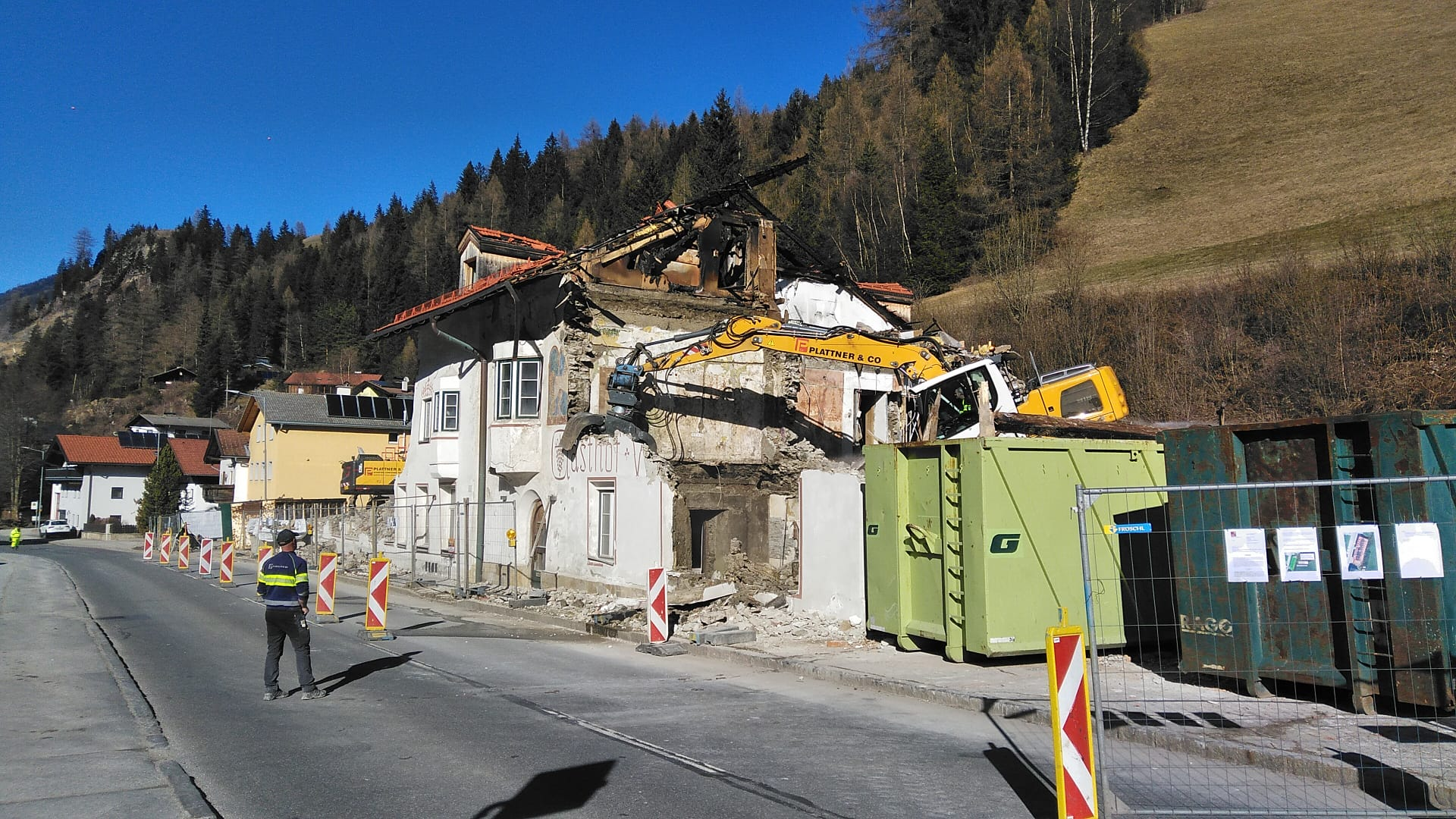
Demolierung des Weißen Rössls, Blickrichtung Innsbruck (Stand 20. März 2025)

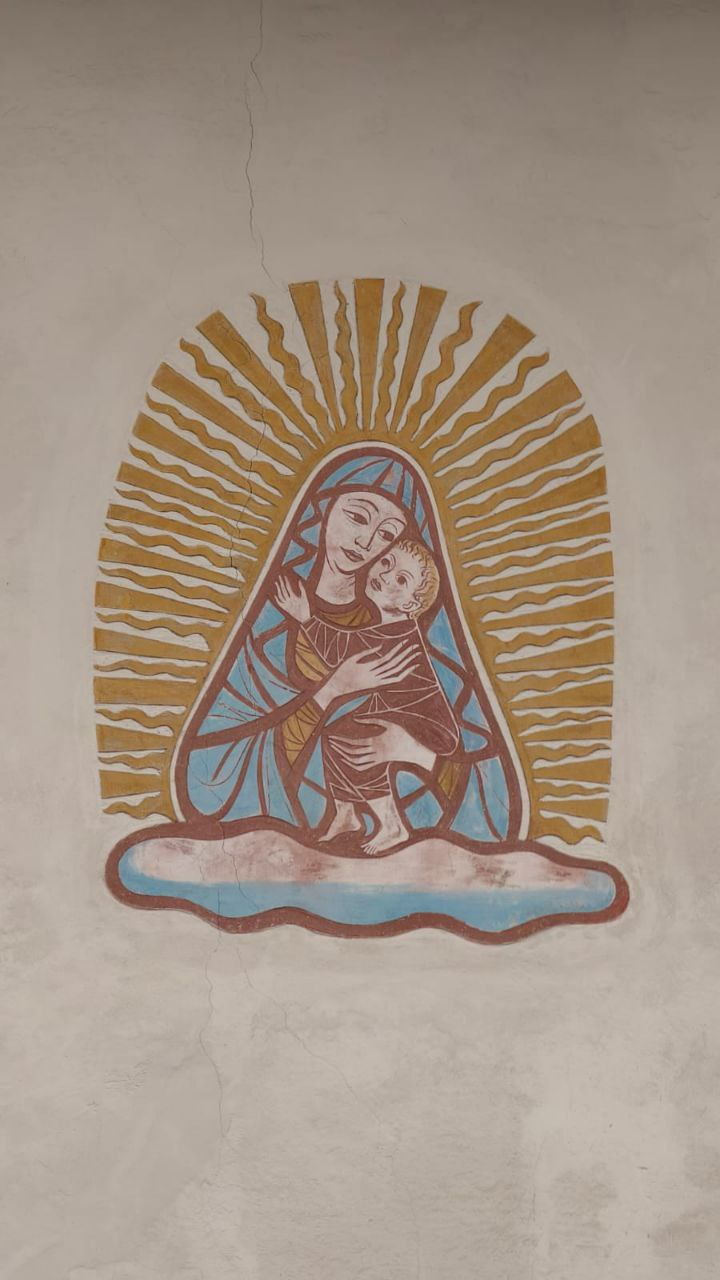
Fassadenbild, Madonna mit Kind, Max Spielmann, 1957 (Aufnahme März 2025)
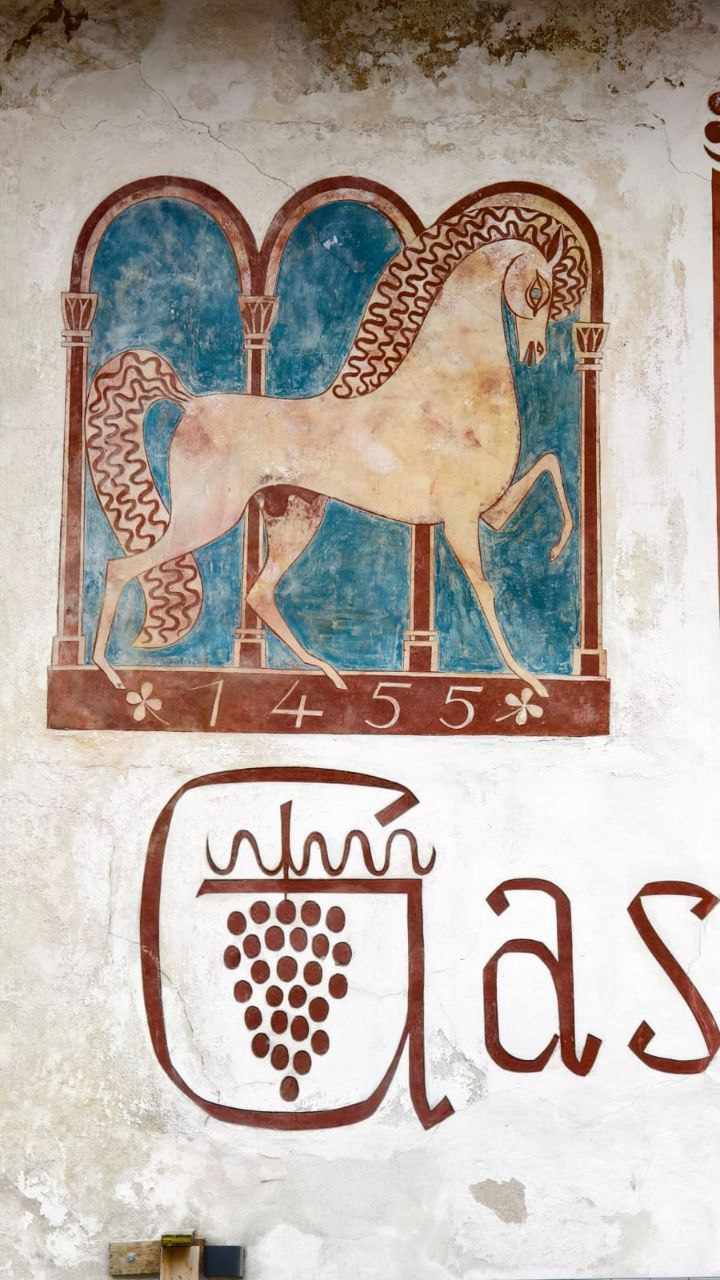
Fassadenbild, Weißes Rössl, Max Spielmann, 1957 (Aufnahme März 2025)
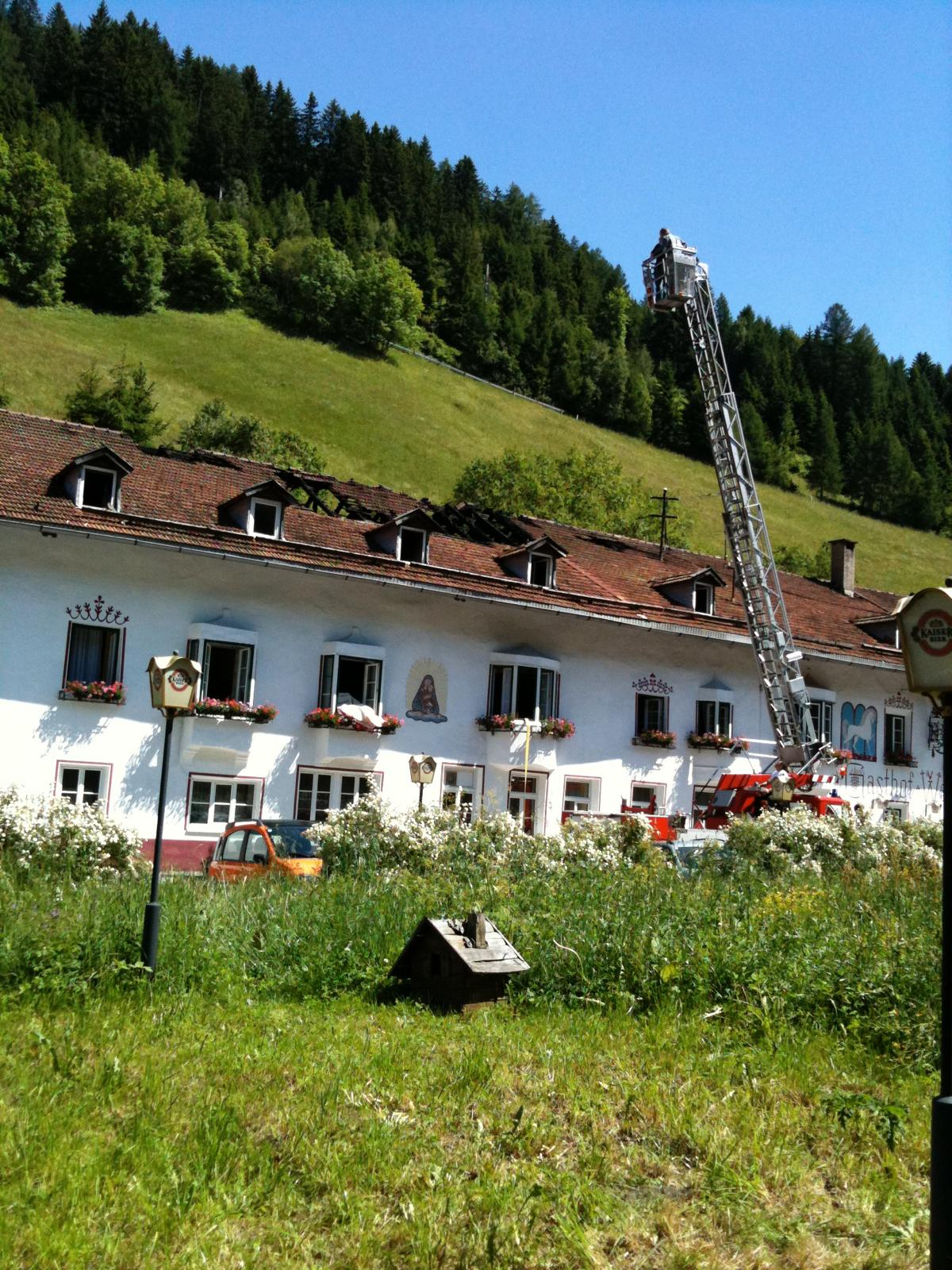
Das Weiße Rössl nach dem Brand im Jahr 2010
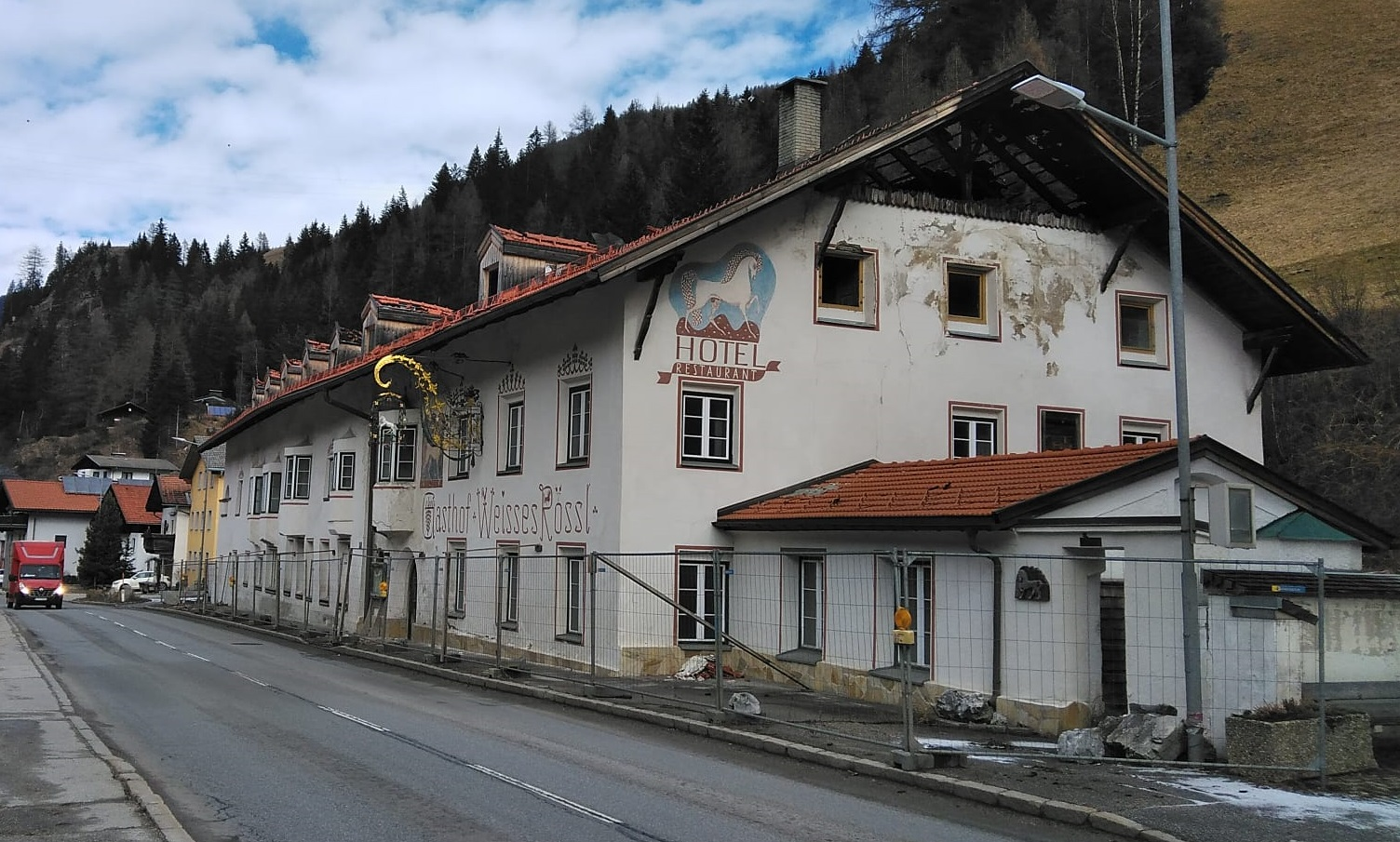
Das Weiße Rössl im Februar 2025
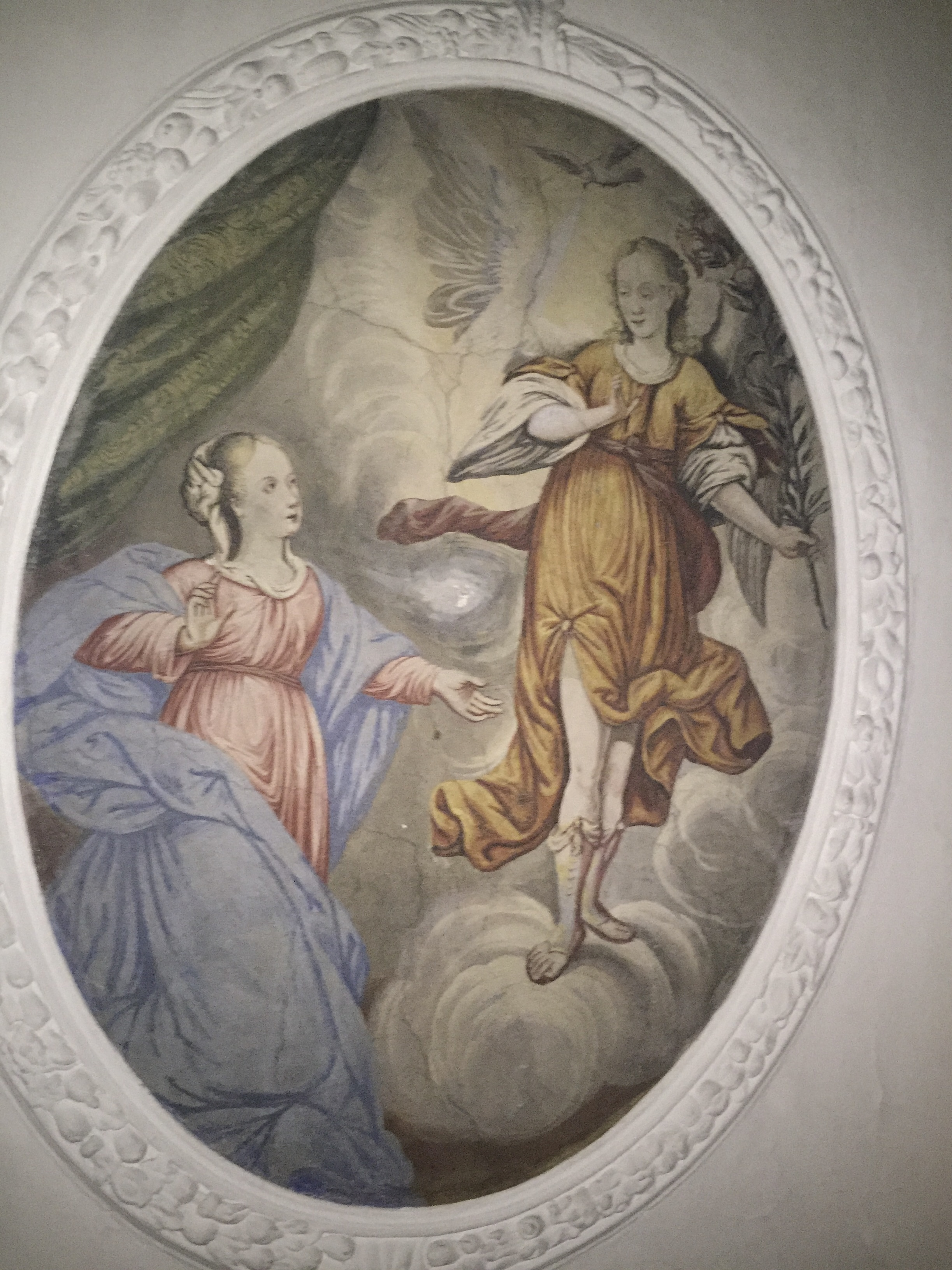
Deckenbild Mariä Verkündigung aus dem 18. Jahrhundert
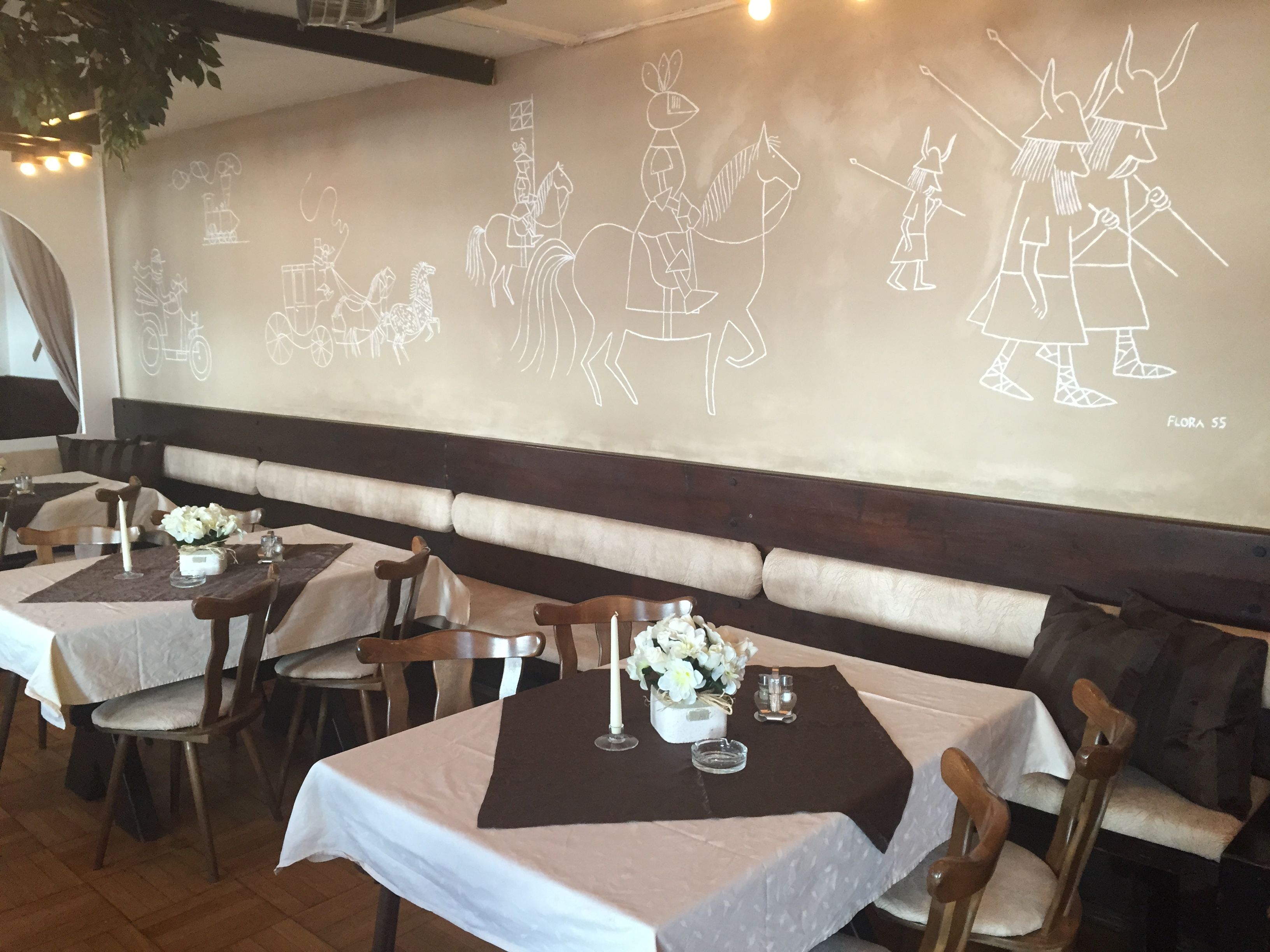
Ritztafel von Paul Flora aus dem Jahr 1955.
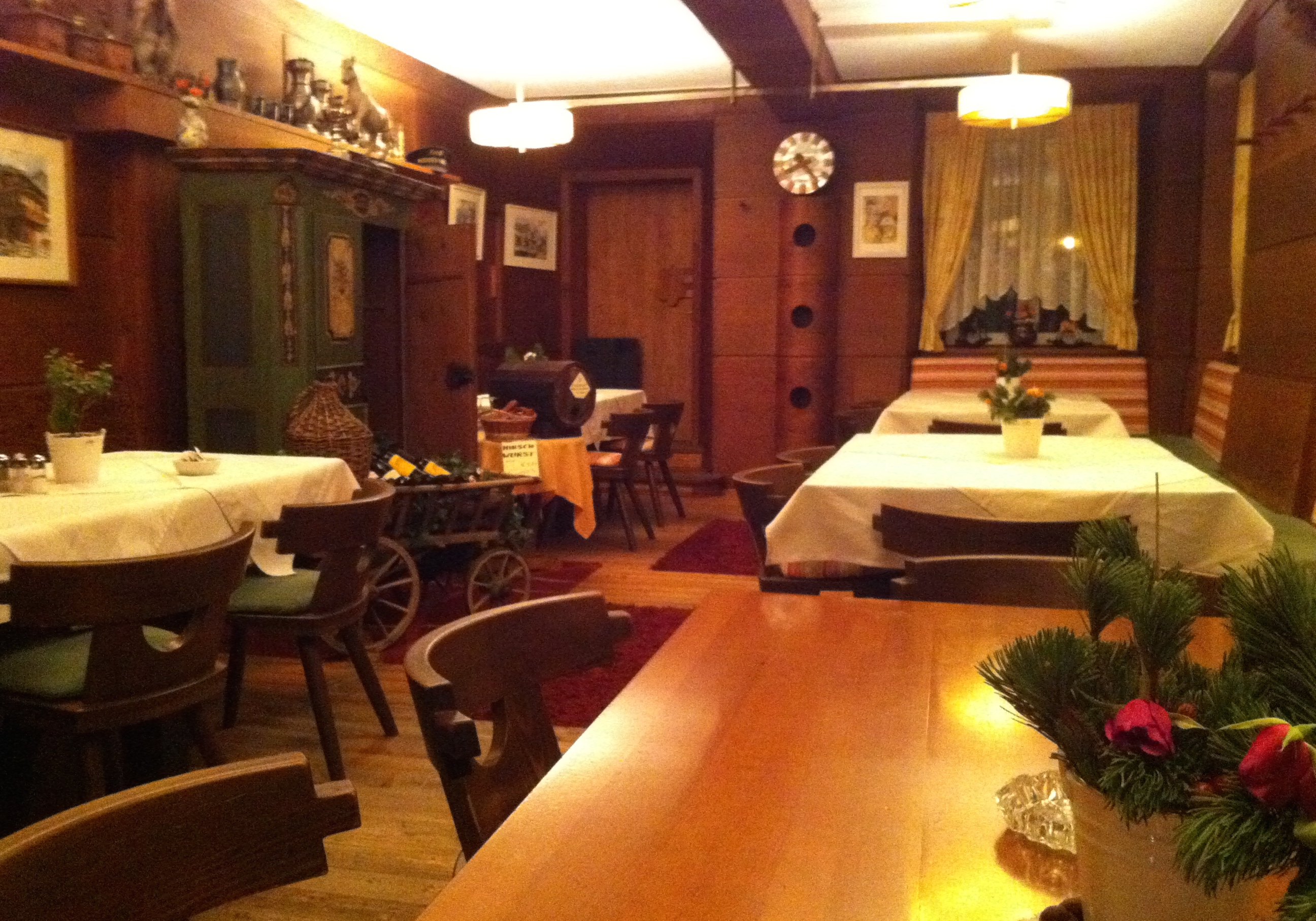
Getäfelte Stube von 1927, die von Wilhelm Nikolaus Prachensky gestaltet wurde.
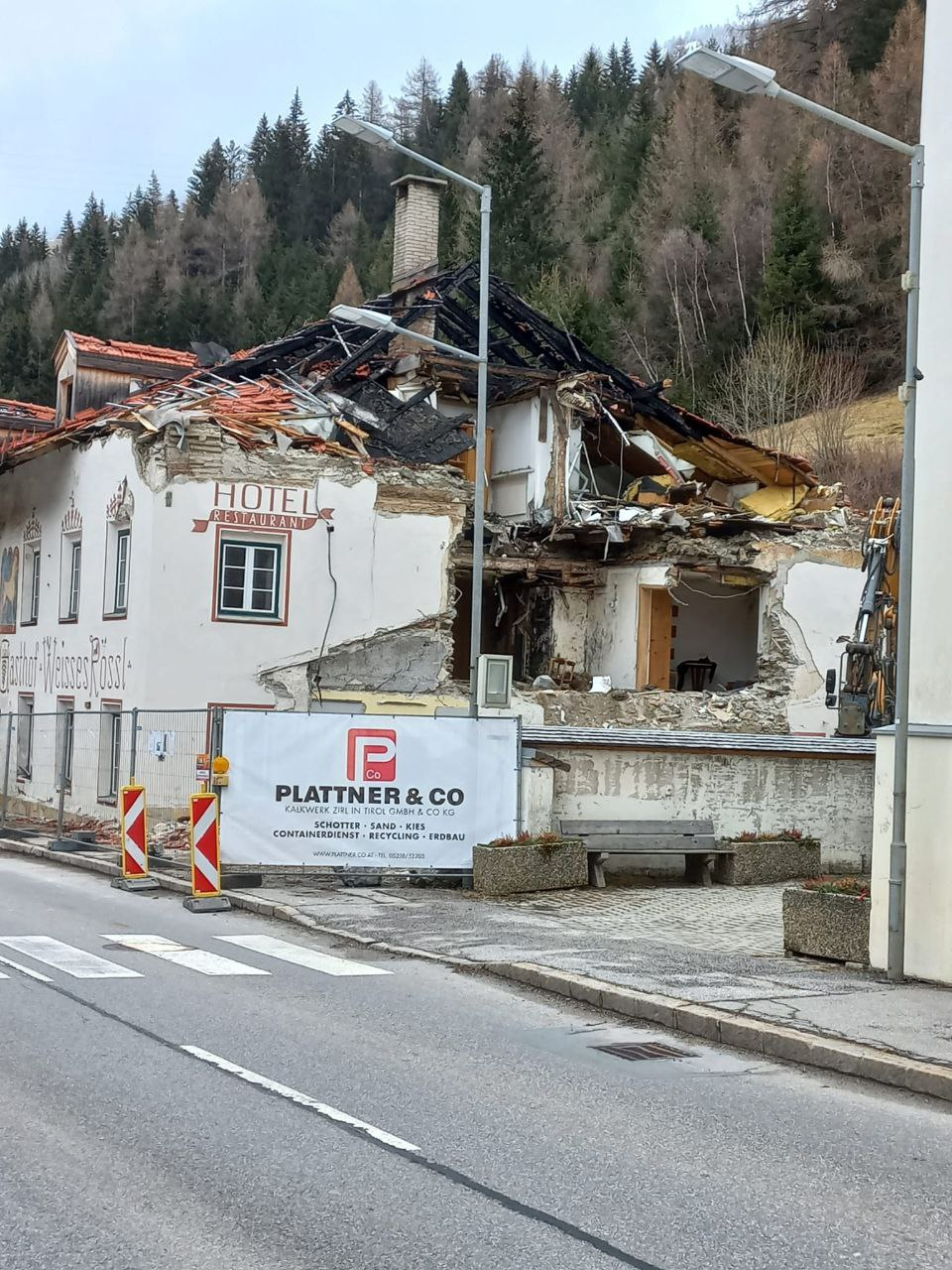
Demolierung des Weißen Rössls, Blickrichtung Innsbruck (Stand 14. März 2025)
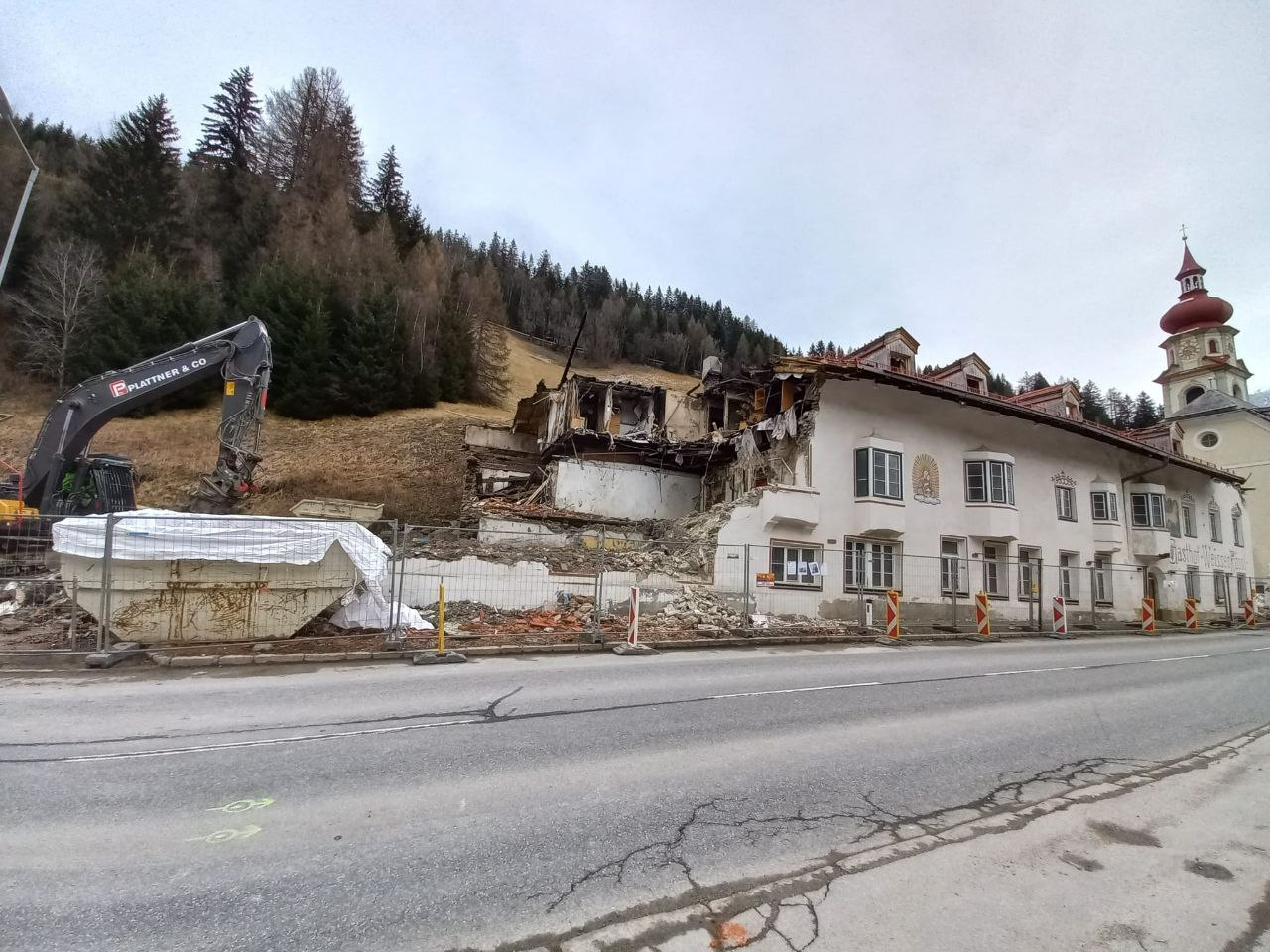
Demolierung des Weißen Rössls, Blickrichtung Brenner (Stand 14. März 2025)
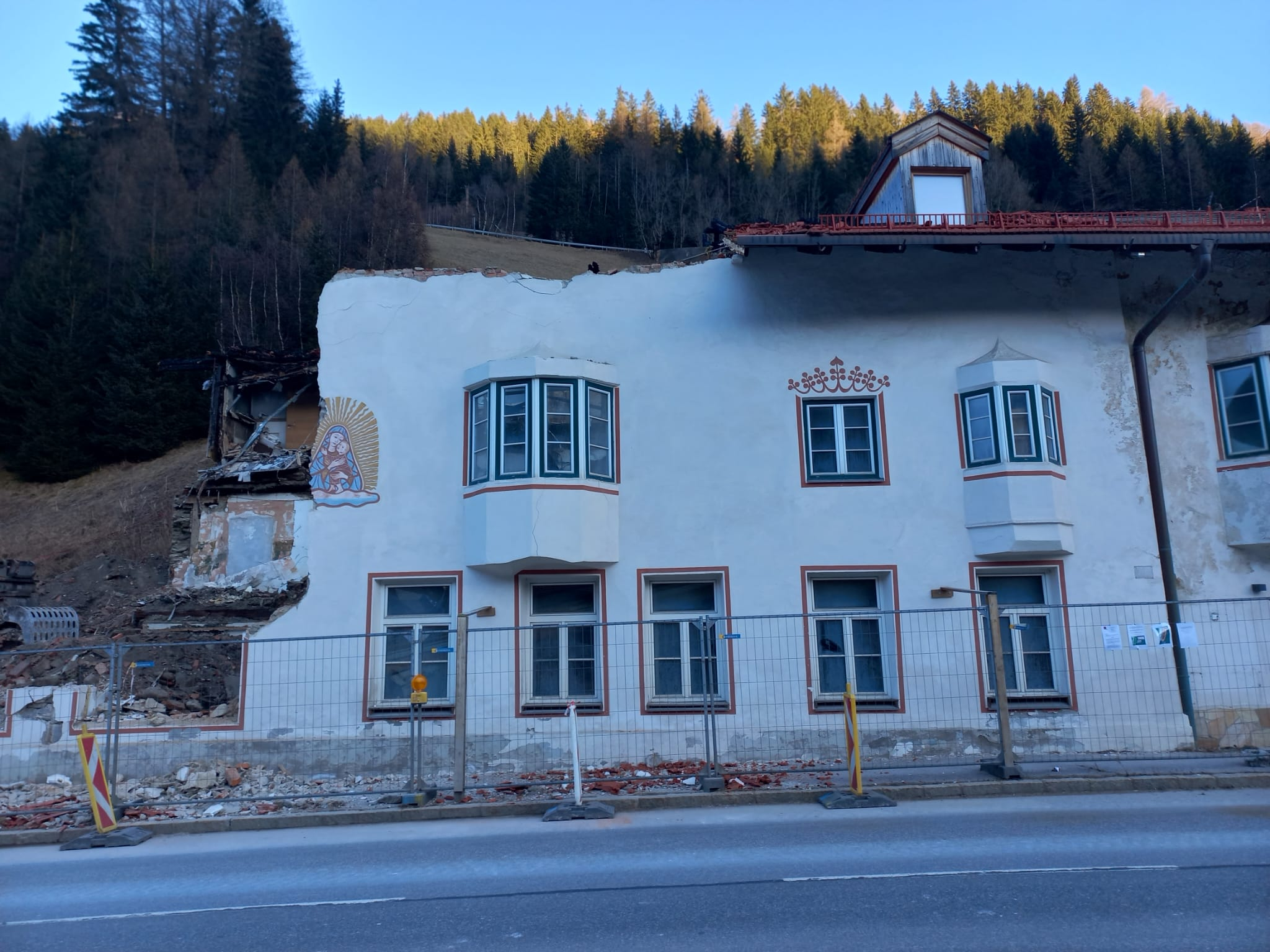
Demolierung des Weißen Rössls, Nordteil (Stand 18. März 2025)
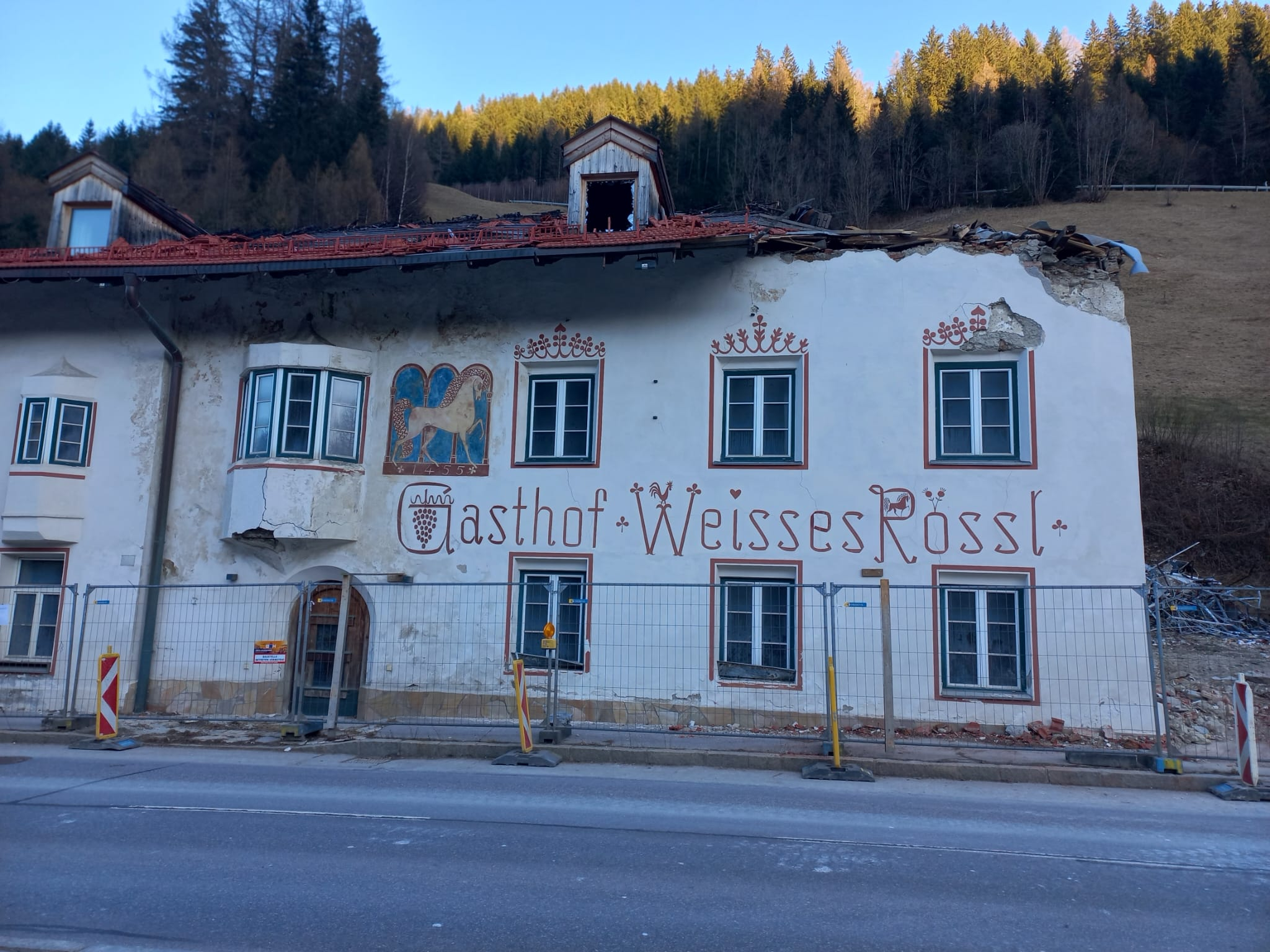
Demolierung des Weißen Rössls, Südteil (Stand 18. März 2025)
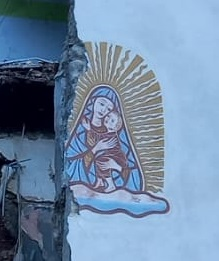
Fassadenbild Madonna mit Kind (beschädigt), Max Spielmann, 1957 (Stand 18. März 2025)